# 董重
董 重（とう ちょう、? - 189年5月）は、中国後漢末期の武将。字は子高。霊帝の生母である永楽太后（董太后）の甥。冀州河間郡の出身。
霊帝の母方の従兄弟にあたるため、衛尉に任命され脩侯に封じられた。また188年9月（8月の説もある）、驃騎大将軍に任じられた。
叔母と共に十常侍の張譲と手を組んで、同じ外戚であった何進や何太后と権勢をめぐって対立した。しかし、189年5月に先手を打った何進の軍勢によって、董重の邸宅は取り囲まれてしまった。董重は捕縛された後に罷免され、自決した。
叔母の永楽太后は何進によって、「蕃后（王侯夫人）は京師（洛陽）に留るを得ず」という王莽の時の故事を持ち出され失脚し、董重が死ぬと憂い怖れて急死した。遺体は故郷の河間に帰り、夫と合葬された。